# Ida Lindborg
Ida Lindborg, född 13 juni 1994, är en svensk simmare som deltog vid olympiska sommarspelen 2016 i Rio de Janeiro i Brasilien. Hon har även ingått i de svenska lag som vunnit medaljer vid europamästerskapen i simsport 2014 och 2016.
Ida är yngre syster till simmaren Nathalie Lindborg.